# كأس يوغوسلافيا 1956–57
كأس يوغوسلافيا 1956–57 هو الموسم 10 من بطولة كرة القدم الأوكرانية للهواة ‏. أشرف على تنظيمه اتحاد صربيا لكرة القدم، وكان عدد الأندية المشاركة فيه 1705، وفاز فيه نادي بارتيزان.